# 広川インターチェンジ (福岡県)

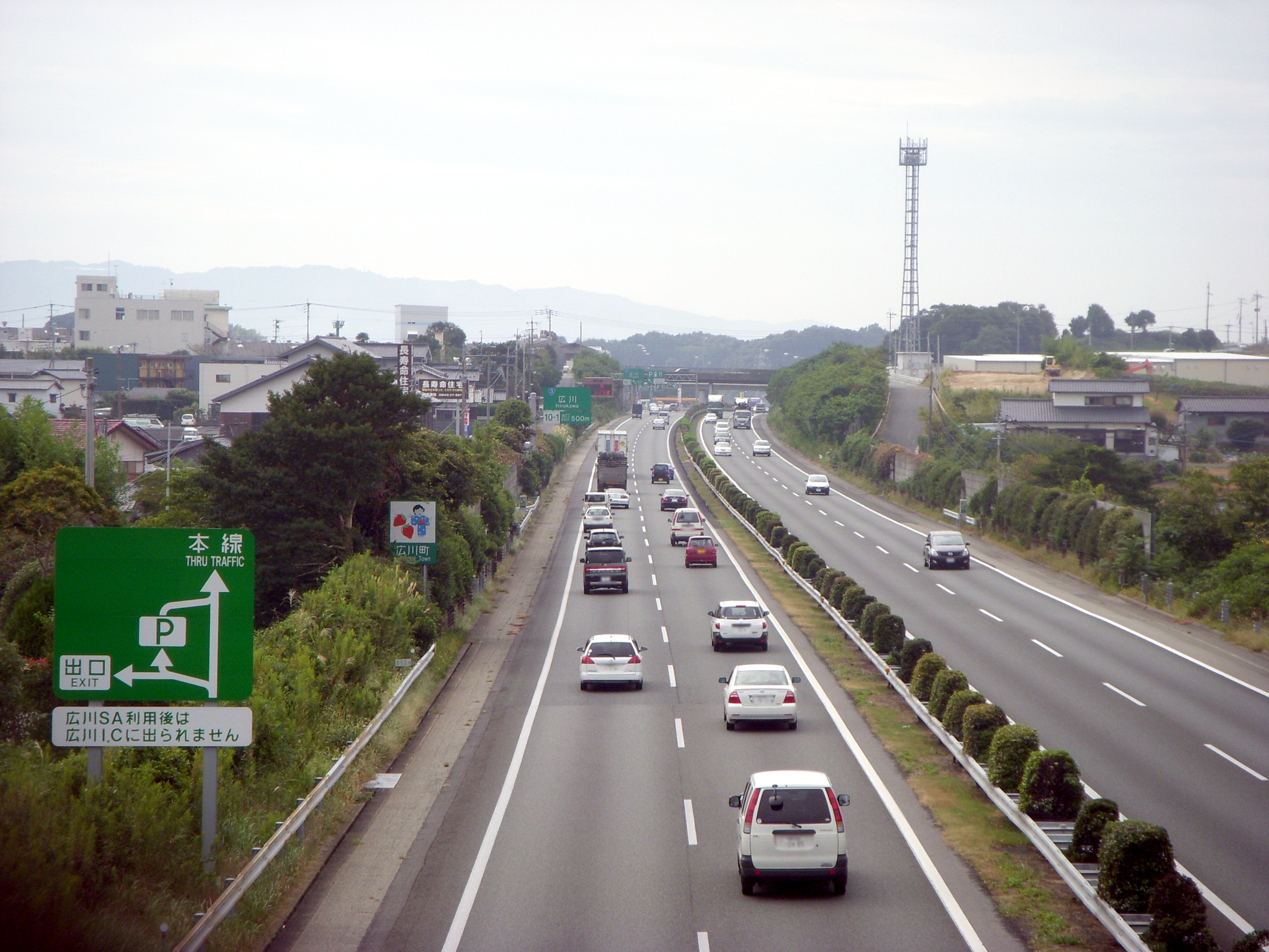
広川IC付近の九州自動車道本線のようす

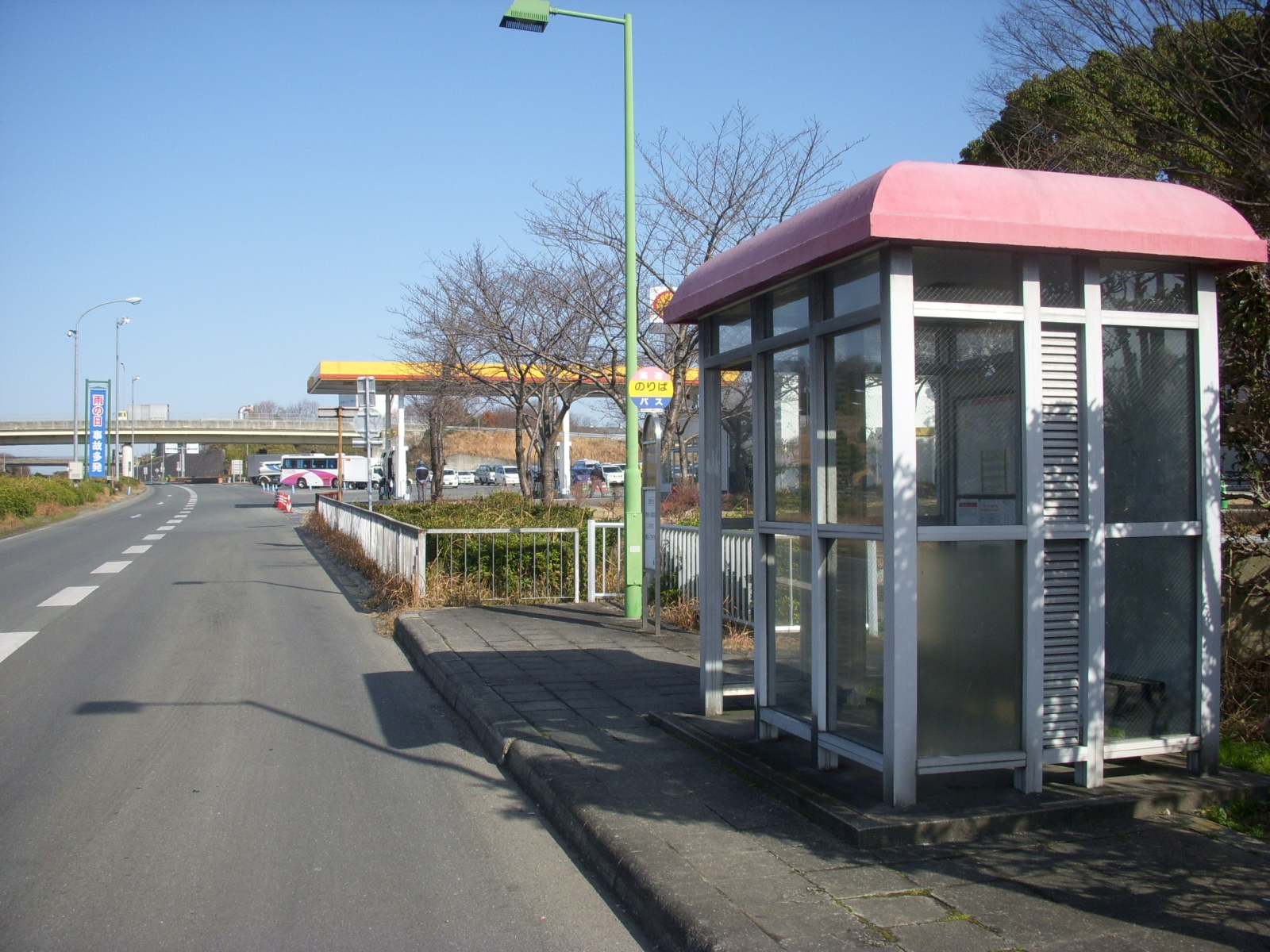
広川バスストップ

広川インターチェンジ（ひろかわインターチェンジ）は、福岡県八女郡広川町にある九州自動車道のインターチェンジ（開発インターチェンジ）である。

## 概要
このインターチェンジは九州自動車道が開通した当初は存在せず、1998年に増設されたICである。
本IC設置前の最寄ICは、久留米ICまたは八女ICであったが、周辺に工業団地があり、国道3号の混雑の原因となっていた。これを回避し、周辺の交通を改善するために、福岡県と広川町などが出資した第三セクターの筑後中部地域開発（2005年に経営破綻）によって、国道に近い位置にある広川SAに併設される形で建設された。ただし、インターチェンジと休憩施設の相互利用は後述のとおり制限されている。
広川SAと併設していることもあり、正月・お盆・大型連休等には渋滞ポイントとして紹介される事がある。
広川町へのアクセスに便利なのは勿論のこと、八女市（星野村・上陽町・黒木町・矢部村など）・筑後市北部や久留米市南部（久留米成田山・三潴町・城島町など）へのアクセスにも活用できる。
既に阪和自動車道（湯浅御坊道路）に広川インターチェンジ（1994年開業、ひろがわインターチェンジ））があったものの、名称区別は行われなかった（同様の例は東北自動車道と西名阪自動車道で被る郡山インターチェンジがある）。

### 広川SAとの相互利用
|                            | 上り線（鳥栖JCT方面） | 下り線（熊本IC方面） |
| -------------------------- | --------------------- | -------------------- |
| 広川SAを利用、広川ICで流出 | 可能                  | 不可能               |
| 広川ICで流入、広川SAを利用 | 不可能                | 不可能               |

広川ICと広川SAは、構造上の理由から相互利用が制限されている。双方を同時に利用できるのは「上り線（鳥栖JCT方面）で、広川SAを利用した後、広川ICで降りる」場合のみである。ただし、2008年の下り線SAリニューアルを期に、高速道路外からの一般利用者用駐車場が整備された。駐車スペースは8台（従業員用を除く・土日祝日は従業員用も一般の利用可能）しかなく、狭隘な町道を通るが、IC入口交差点からICと反対の方向（ICで流出した場合は直進）に進み、高速道路本線と交わるトンネルの直前を右折、下りBS入口を通り越すとSAの裏手に駐車場がある。高速バス利用者用の駐車場も別に整備されている。

## 歴史
- 1973年（昭和48年）11月16日 : 鳥栖IC - 鳥栖JCT - 南関IC開通に伴い、広川SA供用開始。
- 1998年（平成10年）3月23日 : 広川IC設置。

## 道路
- E3 九州自動車道（10-1番）

## 料金所
- ブース数：6

### 入口
- ブース数：2
  - ETC専用：1
  - 一般・ETC：1

### 出口
- ブース数：4
  - ETC専用：1
  - 一般：3(うち自動収受機1)

## バス停留所
上り線のみに設置されている。広川サービスエリアに併設されている下り線側停留所とともに、バス事業者では「広川」の呼称を用いる。
| 路線愛称                 | 運行会社                | 方面                                                               |
| ------------------------ | ----------------------- | ------------------------------------------------------------------ |
| ひのくに号（植木IC経由） | 西日本鉄道 九州産交バス | 高速基山 → 筑紫野 → 福岡（博多BT・天神高速BT）                     |
| ひのくに号（各停）       | 西日本鉄道 九州産交バス | 久留米IC → 宮の陣 → 高速基山 → 筑紫野 → 福岡空港（国内線・国際線） |

## 接続する道路
- 福岡県道84号三潴上陽線（バイパス）

この県道バイパスは以前は広川ICと国道3号を接続する約100 mの区間のみ供用されていたが、2008年6月三潴方面へ延伸し、延長約900 mとなった。久留米広川新産業団地付近の広川町道を経由し福岡県道86号久留米筑後線まで全経路2車線で接続する。

## 周辺
- 広川工業団地、久留米広川新産業団地
- 八女古墳群、岩戸山古墳
- 福岡運輸支局久留米自動車検査登録事務所
- 久留米成田山
- 久留米工業大学

## 隣
E3 九州自動車道
（10）久留米IC - （10-1）広川IC - 広川SA - （11）八女IC